# Волешка
Волешка — река в России, протекает во Владимирской области. Устье реки находится в 16 км по левому берегу реки Шередарь. Длина реки составляет 21 км, площадь водосборного бассейна — 79 км².
Исток реки у деревни Кашино в 18 км к юго-западу от Кольчугина и в 22 км к востоку от Киржача. Река образует в верхнем течении границу Киржачского и Кольчугинского районов, среднее и нижнее течение располагаются в Петушинском районе. Река течёт на юго-запад, на реке располагаются деревни Кашино, Кикино, Телешово, Степаново. Впадает в Шередарь несколькими рукавами в заболоченной пойме около деревни Большие Горки. Высота устья — 127,0 м над уровнем моря.

## Данные водного реестра
По данным государственного водного реестра России относится к Окскому бассейновому округу, водохозяйственный участок реки — Клязьма от города Орехово-Зуево до города Владимир, речной подбассейн реки — бассейны притоков Оки от Мокши до впадения в Волгу. Речной бассейн реки — Ока.
Код объекта в государственном водном реестре — 09010300712110000031696.